# Okular
Okular è un visualizzatore universale di documenti multipiattaforma sviluppato dalla comunità KDE e distribuito come parte di KDE Applications. Inizialmente è derivato da KPDF, di cui ha preso il posto in KDE 4.
Il suo sviluppo è iniziato dal Google Summer of Code del 2005 da Piotr Szymanski. Okular combina le funzionalità di KPDF con la versatilità del supporto a differenti tipi di documento, sostituendo così KGhostView, KFax, KFaxview e KDVI oltre al già citato KPDF.

## Caratteristiche
Okular supporta i seguenti formati:
- Portable Document Format (PDF), con il back end di Poppler;
- PostScript, con il back end di libgs;
- Tagged Image File Format (TIFF), con il back end di libTIFF;
- Microsoft Compiled HTML Help (CHM), con il back end di libCHM;
- DjVu, con il back end di DjVuLibre;
- Immagini;
- Device independent file format (DVI);
- XML Paper Specification (XPS);
- OpenDocument Format (ODF);
- FictionBook;
- ComicBook;
- Pluckered;
- vari formati Ebook;
- Fax.

Okular può essere usato per prendere appunti personali sui file aperti in quanto consente di evidenziare parti del testo, sottolinearle e aggiungere i propri commenti.
Altra comoda funzionalità è l'opzione che permette di disattivare le eventuali restrizioni presenti nei documenti che potrebbero impedirne la stampa o la copia.
Da KPDF ha ereditato la possibilità di passare alla modalità "presentazione", in cui ogni pagina del documento viene considerata come una diapositiva da mostrare a pieno schermo.
Può essere usato su Windows XP e Windows 7 installando le apposite librerie software KDE per Windows windows kde.